# ГЕС Sainte-Marguerite 3
ГЕС Sainte-Marguerite 3 — гідроелектростанція у канадській провінції Квебек. Знаходячись перед ГЕС Sainte-Marguerite 2 (19 МВт), становить верхній ступінь каскаду на річці Sainte-Marguerite, яка за п'ять сотень кілометрів на північний схід від міста Квебек впадає ліворуч до річки Святого Лаврентія (дренує Великі озера).
У межах проекту звели кам'яно-накидну греблю висотою 171 метр, довжиною 378 метрів та товщиною від 10 (по гребеню) до 500 (по основі) метрів, яка потребувала 6325 тис. м3 матеріалу. На час будівництва воду відвели за допомогою тунелю довжиною 1 км з перетином 15х9 метрів. За 1,2 км праворуч від греблі у сідловині звели бетонну гравітаційну дамбу висотою 21 метр та довжиною 26 метрів, через яку здійснюється скидання надлишкової води під час повені. Разом ці споруди утримують витягнуте по долині річки на 140 км з площею поверхні 253 км2 та об'ємом 12,5 млрд м3 (корисний об'єм 3,3 млрд м3), в якому припустиме коливання рівня у операційному режимі між позначками 393 та 407 метрів НРМ.
Зі сховища під лівобережним масивом прокладено дериваційний тунель довжиною 8,3 км з перетином 16,5х11,5 метра, спорудження якого потребувало вибірки 1,6 млн м3 породи. Неподалік від завершення він сполучений з вирівнювальним резервуаром висотою 329 метрів та діаметром 5,3 метра.
Споруджений на глибині 90 метрів підземний машинний зал має розміри 106х27 метрів при висоті 39 метрів. Тут встановили дві турбіни типу Френсіс потужністю по 442 МВт, які при напорі у 330 метрів забезпечують виробництво 2,73 млрд кВт-год електроенергії на рік.
Відпрацьована вода повертається у річку по короткому відвідному тунелю та ще меншому каналу.
Видача продукції відбувається по ЛЕП, розрахованій на роботу під напругою 315 кВ.